# 大阪教育福祉専門学校
大阪教育福祉専門学校（おおさかきょういくふくしせんもんがっこう）は、学校法人大阪聖徳学園が運営する大阪市生野区にある専修学校。

## 概要
文部科学省・厚生労働省指定。大阪教育大学指導。設立母体である学校法人大阪聖徳学園は『報恩感謝』を建学の精神としている。
大阪教育福祉専門学校は『よき保育はよき保育者から』という信念の下に、昭和42年4月に幼稚園教員養成校として設立、幼稚園教員、保母の養成校として、多くの人材を社会に送り出してきた専門学校。
昭和59年に、障害者福祉・高齢者福祉等、福祉への人材養成の必要性が叫ばれるや社会福祉主事資格と保母資格をもった福祉職員養成コーが設けられた。乳幼児から老人、障害者にかかわる保育、福祉の人材の養成を通じて社会に貢献。
専門職としての知識・技術を修得し、保育・福祉の職場において『好かれ、役立ち、なくてはならない人材』となるよう、仏教精神による全人教育を教育方針としている。
充実したカリキュラムと手厚い就職支援で知られており、大学・短大卒業者や社会人も多く入学している。
教育課程では、法律や施行規則が定める科目・単位に加えて、理想的な保育者・福祉人養成のための独自の専門科目や多様な基礎科目が設けられている。楽しみながら自分を鍛えてゆく実習・体験学習、ゼミナールでのさまざまな研究・特修でより深く学ぶことで、各自の専門性を高めることができるようになっている。

## 沿革
- 1967年 開校

## 学科
- 教育・保育科　第一部（昼間部2年）・第二部（夜間部3年）
- 幼教科　第二部（夜間部2年）
- 専攻科　介護福祉専攻（昼間部1年）

## 取得資格・免許状
- 教育・保育科第一部
  - 教育・保育コース
    - 幼稚園教諭2種免許状 ＋ 保育士資格

  - 児童（幼児）体育コース
    - 保育士資格 ＋ 児童厚生2級指導員資格+ジュニアスポーツ指導員資格+水泳指導員資格（校内での併修により幼稚園教諭2種免許状取得可能）

  - こども福祉（保育）コース
    - 保育士資格 ＋ 社会福祉主事任用資格（校内での併修により幼稚園教諭2種免許状取得可能）

- 教育・保育科第二部
  - 幼稚園教諭2種免許状 ＋ 保育士資格
- 幼教科第二部
  - 幼稚園教諭2種免許状

- 専攻科　介護福祉専攻
  - 介護福祉士資格

## 出身者
黒田俊介（コブクロ）が、同じキャンパス内にあった大阪聖徳学園社会体育専門学校を卒業

## 所在地
- 〒544-0023 大阪市生野区林寺2丁目21番13号

最寄り駅は、JR大阪環状線寺田町駅

## 大阪保育専門職短期大学設置構想
- 当専門学校を運営している学校法人大阪聖徳学園は、2020年度に大阪保育専門職短期大学を設置するための申請を2018年10月に行っていることがわかった[1]